# Random 1-8
Random 1-8 is een extended play van de Britse rockband Muse die alleen uitgegeven is in Japan om de band daar te promoten. De ep bevat 6 B-kanten en 2 live-opnames, ook zijn er nog 3 remixen van Sunburn verborgen na het laatste nummer.

## Tracklist
Alle muziek en teksten zijn geschreven door Matthew Bellamy. 
| Nr. | Titel                                              | Duur |
| --- | -------------------------------------------------- | ---- |
| 1.  | Host                                               |      |
| 2.  | Coma                                               |      |
| 3.  | Pink ego box                                       |      |
| 4.  | Forced in                                          |      |
| 5.  | Agitated                                           |      |
| 6.  | Yes please                                         |      |
| 7.  | Fillip (live)                                      |      |
| 8.  | Do we need this? (live)                            |      |
| 9.  | Sunburn (Timo Maas Sunstroke mix; hidden track)    |      |
| 10. | Sunburn (Timo Maas Breakz again mix; hidden track) |      |
| 11. | Sunburn (Steven McCreery mix; hidden track)        |      |